# 3843 OISCA
3843 OISCA је астероид чија средња удаљеност од Сунца износи 3,984 астрономских јединица (АЈ).
Апсолутна магнитуда астероида је 10,5.